# Luis Pau
Luis Pau León (Chancay, 15 de abril de 1943) es un exfutbolista peruano que jugaba como defensor. También fue director técnico y formador de jugadores. Es considerado ídolo del deporte en Chancay y uno de los jugadores más históricos del Club Sport Unión Huaral, donde fue uno de los integrantes de la época dorada del equipo tanto como jugador y director técnico. También, fue presidente de la Colonia China y Club de Leones, en el Distrito de Chancay

## Biografía
Luego de su retiro como profesional en 1979, desarrolla actividades políticas y asume el cargo como Alcalde de Chancay, hasta 1982.

## Trayectoria
Jugó profesionalmente entre 1963 y 1979 pasando por equipos como Íntimos de la Legua, Defensor Arica, Juan Aurich, Carlos A. Mannucci y Unión Huaral. 

### Director Técnico
Como director técnico debutó dirigiendo al Union Huaral (1981/82), luego al Deportivo AELU (1983) en Segunda División, Juventud La Joya (1984/85) jugando la 1era el 85, Juventud La Palma (1986), Unión Huaral (1986/88), Unión Huaral (1991), Carlos A. Mannucci (1992), por 4ta vez al Unión Huaral (1993) y diversos clubes en Chancay y Chancayllo.
Después de su cargo como entrenador decide dedicarse a ser formador de jugadores, también fue profesor de educación física en Chancay, fue alcalde de esta ciudad entre 1979 y 1982.

## Selección Peruana
Fue internacional con la Selección de fútbol de Perú en dos ocasiones. Hizo parte de la pre-nómina que participaría en las eliminatorias al mundial de Inglaterra. En 1966 fue el último año donde es convocado a la selección nacional de mayores para jugar ante Brasil, lamentablemente en un partido entre Defensor Arica y Palmeiras de Brasil  sufre una lesión (fractura de tibia y peroné) y fue desconvocado.

## Clubes

### Como jugador
| Club                | País | Año         |
| ------------------- | ---- | ----------- |
| Íntimos de la Legua | Perú | 1963 - 1964 |
| Defensor Arica      | Perú | 1965 - 1967 |
| Juan Aurich         | Perú | 1968 - 1971 |
| Deportivo Sima      | Perú | 1972        |
| Unión Huaral        | Perú | 1973 - 1979 |

### Como Director Técnico
| Club                     | País | Año         |
| ------------------------ | ---- | ----------- |
| Unión Huaral             | Perú | 1981 - 1982 |
| Deportivo AELU           | Perú | 1983        |
| Juventud La Joya         | Perú | 1984 - 1985 |
| Juventud La Palma        | Perú | 1986        |
| Unión Huaral             | Perú | 1986 - 1988 |
| Unión Huaral             | Perú | 1991        |
| Carlos Mannucci          | Perú | 1992        |
| Unión Huaral             | Perú | 1993        |
| Aurora Chancayllo        | Perú | 1995        |
| Defensor Chancay         | Perú | 1997        |
| Norte Peralvillo         | Perú | 1999        |
| Vasco da Gama de Chancay | Perú | 2001        |
| Torreblanca de Chancay   | Perú | 2003        |

## Palmarés

### Campeonatos nacionales
| Título           | Club         | País | Año  |
| ---------------- | ------------ | ---- | ---- |
| Primera División | Unión Huaral | Perú | 1976 |